# 澄悠里
澄 悠里（すみ ゆうり、1997年1月10日 - ）は、日本の俳優。元AV女優、2018年6月までは「浅田 結梨（あさだ ゆうり）」名義、2022年5月までは「深田 結梨（ふかだ ゆうり）」名義で活動していた。

## 略歴
2015年11月、SODクリエイトのレーベル“副職AV女優”の専属素人としてAVデビュー。本職は秋葉原のメイドカフェ「エターナル弐号店」の店員で、デビュー前にはテレビタレントとしても活動していた。同年12月、AV女優によるアイドルユニット「SEXY-J」に新メンバー（会員番号15）として加入。
2017年12月9日のライブをもって「SEXY-J」が解散。12月18日、同じ事務所の桜木優希音、松下美織、富田優衣とアイドルユニット「僕らは嘘つき」を結成。イメージカラーはエメラルドグリーン。
2018年6月6日のライブをもって「僕らは嘘つき」での活動を終了。6月8日付けでエルプロモーションからアローズへ所属事務所を移籍し、「深田結梨（ふかだ ゆうり）」に改名したことをツイッターで報告。
2019年6月26日、東京・池袋Live inn ROSAで開催された「楽演祭vol.9令和初～ありがとう みおりん～」での僕らは嘘つきライブに飛び入り参加。2020年2月11日配信「恵比寿マスカッツ 真夜中の運動会」ではマスカッツ新メンバー最終オーディション最終候補として出演。
同年3月31日配信『恵比寿マスカッツ 真夜中の運動会』（AbemaTV）において、恵比寿マスカッツへの加入を発表。
2021年8月、月刊FANZA発表「このAV女優がすごい!2021年夏」第6位。
2022年6月1日、自身のInstagramにて同年5月31日を以ってアローズを退所。名前を「ゆーりまん」に改名し、今後はフリーで活動する事を発表。月刊FANZA発表「このAV女優がすごい!2022夏」女優編5位。2022年8月13日、恵比寿ガーデンホールにて行われた「第2世代恵比寿マスカッツ真夏の卒業式」をもち恵比寿マスカッツを卒業（メンバー全員が卒業する事実上の解散）。
2023年からスカイプロモーション所属。
2023年3月13日週FANZA動画フロアランキングにて、出演した『巨乳コスプレイヤーちゃんと二人っきりの個人撮影会 顔よし！乳良し！エロコス良し！ 三拍子そろったエロ天使な巨乳コスプレイヤーちゃんを撮りまくってたら制御不能w たっぷりと強引にハメまくりましたww』が1位を記録。
2023年10月6日、Twitterにて8年間にわたったAV女優業を引退することを報告。同年11月に引退作発売。10月16日週FANZA通販フロアランキングにて、引退作『深田結梨 引退 最初で最後で最高の完全2人きり中出しドキュメント』（YONAKA）が初登場2位ランクイン。
2024年2月17日、SNSにて芸能活動においては「澄悠里」（すみ ゆうり）に改名することを発表。3月31日、スカイプロモーションを退所。

## 人物
新潟県出身。
高校2年生で10歳上の相手と初体験、デビュー時での経験人数は20人と答えている。
趣味・特技はバレーボール、空手。中高と厳しめのバレーボール部で育ったため、上下関係を重んじる体育会系気質である。酒癖が悪いのだが自覚は薄い（酔っているときの記憶がないため）。
マスカッツ入りの前後で名前を出さない「素人」作品への出演オファーが増える。元芸能人枠の女優としては異例なことだという。深田自身は「自分が好きじゃないから架空のどこかの誰かになるほうが輝く」、「（とはいえ）嬉しいんですけど、ちょっと複雑」と述べている。また「お芝居が丁寧にできれば絡みもエロく見える」という信念から、撮影には集中するタイプと言及されている。
場所を問わず短い間隔で大量に放尿できるのが特徴。この事に対し後輩女優の架乃ゆらは「自分もしたいけどできない。尊敬する」という意のコメントをしている。

## 出演作品

### アダルトDVD

#### 「浅田結梨」名義
- 現役のTVタレント! そして秋葉原の現役メイドさん 浅田結梨 AV DEBUT（11月12日、SODクリエイト）
- 現役のTVタレント! そして秋葉原の現役メイドさん 浅田結梨 いきなり即ハメっ!! 朝から晩まで一日中チ○ポ挿れっぱなし（12月10日、SODクリエイト）

- 現役のTVタレント! そして秋葉原の現役メイドさんが究極のおもてなし♡ 浅田結梨 超高級新人ソープ嬢（1月8日、SODクリエイト）
- 現役のTVタレント! そして秋葉原の現役メイドさん 浅田結梨 限界突破!激イカせ調教!! SEX中毒になるまで、徹底的に開発します（2月6日、SODクリエイト）
- 現役のTVタレント! そして秋葉原の現役メイドさん 浅田結梨 ファン感謝祭!! 濃厚セックス5本番!! ギンギンに勃起したオチ○チンで結梨をいっぱいイカせてください♡ ガチンコ結梨ファン&素人男性限定!!（3月5日、SODクリエイト）
- 「女の子とエッチしちゃダメですか?」 Wキャスト 親友同士で初レズ解禁 涼海みさ×浅田結梨（4月7日、SODクリエイト）共演:涼海みさ
- 浅田結梨×涼海みさ Wキャスト 最高にエッチで可愛い妹2人とラブラブ近親相姦生活（4月21日、SODクリエイト）共演:涼海みさ
- 現役のTVタレント! そして秋葉原の現役メイドさん 浅田結梨 人生初の中出し解禁（5月12日、SODクリエイト）
- 現役のTVタレント! そして秋葉原の現役メイドさん 浅田結梨 「ご主人様の命令は絶対です…」 私はあなたの言いなり ご奉仕ど変態メイド（6月9日、SODクリエイト）
- 副職AV女優 誕生1周年記念作品集 本職を持つ12名の一般女性が、副職でAV女優になる瞬間 恥じらい満載の厳選したデビューSEX+蔵出し未公開SEX&エロシーン 8時間2枚組（6月23日、SODクリエイト）※オムニバス作品
- 現役のTVタレント! そして秋葉原の現役メイドさん 浅田結梨 女子校生監禁陵辱 怒涛の連続中出し11連発!!（7月7日、SODクリエイト）
- オナサポ天国 浅田結梨が貴方のオナニーをお手伝いします!（8月4日、グローリークエスト）
- 働く美女と性交（8月5日、ドリームチケット）
- 僕だけのいいなり女子校生（8月12日、宇宙企画）※「ゆうり」名義
- この娘、犯してやる…。 墜されたFカップJK・ゆうり 媚薬セックスでM調教され、集団凌辱!（8月13日、オーロラプロジェクト・アネックス）
- マジックミラー号 「早漏に悩む男性の暴発改善のお手伝いしてくれませんか?」街中で声をかけた押しに弱い心優しい保母さんの卵が敏感チ○ポを励まし互いに何度も気持ちよくなる連続射精SEX!! 5（8月18日、SODクリエイト）
- 地味な中年男が巨乳素人をオトせたら中出しSEX（9月1日、Fitch）※「結梨」名義
- 照れるほど見つめられるフェラチオ 4（9月2日、ドリームチケット）※オムニバス作品
- 「集団催眠でネコ耳メイドカフェ店員を専用ペットにしておかしくなるまでトランス交尾してやった…」（9月8日、SODクリエイト）共演:あず希、七菜原ココ、玉木くるみ
- 母が再婚した50過ぎの義父に犯され、叔父にも弄ばれる連れ娘の若い躰（9月8日、ヒビノ）
- 不良っ娘、更生屋。 大宮駅周辺でよく出没／典型的なマイルドヤンキー／生意気度+3.5／150cm／Dカップ／もち肌／バックが好きらしい（9月13日、EROTICA）
- ヤリ部屋に連れ込まれた天使 ゆうり 世間知らずで、人を疑うことの出来ない巨乳JKは、陰湿で濃厚なセックスで雌調教されて、汚されて、ドマゾ性奴隷と化してゆく…。（9月13日、オーロラプロジェクト・アネックス）
- おじさんの宝物にしてください。 乙女汁じゅるじゅるのどでイッちゃうのどおくオマ○コ女子校生 イラマチオ大好き ゆうりちゃん（9月25日、えむっ娘ラボ）
- 濡れ透けJ○雨宿りレ×プ（10月1日、MOODYZ）
- デカ尻マニアックス（10月1日、ワンズファクトリー）
- パパやママには言えない エッチな私（10月1日、S-Cute）※オムニバス作品
- 我が家のメイド達の再教育が完了したから子作り（10月1日、ZUKKON/BAKKON）共演:あゆな虹恋、雛森みこ、荻野舞、蓮実クレア
- メイド中出し20連発（10月6日、アイエナジー）
- 密室快楽調教 女子校生 ゆうり（10月14日、宇宙企画）※「ゆうり」名義
- 御主人様が変態すぎて… 毎日顔騎お漏らしさせられメイド（10月19日、MOODYZ）
- 真正中出し解禁（10月25日、本中）
- 向かいの部屋の窓から覗く巨乳美女の着替え姿に見とれていると… 2（10月28日、DOC）
- 今日、エッチな自分に正直になります（11月1日、S-Cute）※オムニバス作品
- 超絶倫巨乳少女! 2 突然出来た妹は超ヤリマン女子校に通う女子校生! いつも超無防備無警戒だからパンチラ胸チラ乳首チラしまくりでボクは毎日勃起しまくり!しかも恥ずかしながらちょっとボクのおちんちんは大きくて勃起を隠しきれません!結局バレてしまいヤバい!と思ったらボクのデカチン勃起にまさかの発情! 我慢できなくなってボクのデカチ○ポに貪りついてきた!とにかく妹は腰を振って腰を振って所構わずヤリまくってくるのです!!何度も何度も強制的に妹の中で発射させられボクのチ○ポが勃起しなくなるまで何度もヤラレちゃいました!(※もう何発イカされたか分かりません!!)（11月7日、Hunter）
- メイドの甘辛淫語と連続寸止め焦らし（11月10日、アイエナジー）
- 羞恥! エプロンの下はノーパンノーブラ 私、逃げ出したいくらい恥ずかしい格好でファミレスで働かされています…（11月10日、サディスティックヴィレッジ）
- 悟り世代に逆人生相談! JKにおじさんの悩みを聞いてもらいました（11月11日、DOC）※オムニバス作品、「ゆうき」名義
- 部活帰りの娘がブルマ履いたまま制服で帰宅! パッツパツのデカ尻濃紺ブルマに発情した父が媚薬を飲ませると発汗してムレムレに! 思わずチ○ポ挿入すると効果抜群過ぎて何度も仰け反り絶頂!（11月11日、V&R PRODUCE）※オムニバス作品
- 痙攣絶頂サイレントレ×プ 助けを呼んで乱暴されたレッテルを貼られるのが怖くて声を押し殺して犯された女子校生（11月19日、MOODYZ）
- 生中懇願 赤ちゃん出来てもいいから膣中に出して（11月17日、グローリークエスト）※「ゆうり」名義
- 絶対勃起させるんだから! と言ってセルフイラマしてくる幼馴染。 同じマンションに住む年下の幼馴染。親同士が仲良しなので必然的によく遊んでいたのだけど、彼女は実は…!?親同士が旅行に行って留守番を頼まれて幼馴染と二人きり。年下になめられちゃいけないとドキドキを隠し平静を装っていたら、女として見られていないことに不満の幼馴染。何を思ったのか「絶対勃起させるんだから」とチ○ポを無理矢理奥まで咥えてセルフイラマ!当然我慢できず、ノド奥に発射し小さい口から溢れる大量のザーメンとヨダレ! もうそれを見たら我慢出来ない!笑顔で勝ち誇ったような彼女に我を忘れて体を求め中出ししまくり!（11月19日、Hunter）
- 息子の家庭教師が理想のボインちゃん! 息子の家庭教師(巨乳)に日々悶々としていた父親の私は、息子に睡眠薬を、家庭教師には媚薬を…。すると…全身に媚薬が回った家庭教師は寝ている息子のチ○ポにしゃぶりつく超変貌っぷり! 我慢できなくなったフル勃起状態の私は胸がガラステーブルにひっついて離れないほどバックで犯してやりました!! 3（11月19日、Hunter）
- 可愛い顔してデカ尻!!（11月19日、MARRION）
- 時間を止められる男は実在した! 〜幸せそうな奴等の自慢の彼女を『寝とって』ハメ倒し!編〜（11月23日、SODクリエイト）
- 淫語かたりかけ自画撮りぐちゅぐちゅ連続絶頂指オナニー（11月23日、アイエナジー）※オムニバス作品
- 田舎娘、時給696円。 【超】幸せ愛人契約 ゆうり 自分の価値をよく解っていない地味カワ素朴ガールが最低賃金でヤラれまくりの中出し。（11月25日、ビッグモーカル）
- 帰省して久々に会った妹と親には内緒の近親相姦中出し性交（11月25日、TMA）
- 姪っ子JKの急成長オッパイに我慢できない僕…（11月25日、OPPAI）
- 逆・時間よ止まれ!! エピソード0 神乳美乳巨乳の3人が時間を止めて本能剥き出し「逆・時止めSEX」で大絶頂!（11月25日、Rookie）共演:蓮実クレア、倉多まお
- 混合痴漢（12月8日、ナチュラルハイ）
- 16周年記念 寝ている女性にイタズラしていたら逆に生ハメを求められて、もう発射しそうなのにカニばさみでロックされて逃げられずそのまま中出し! 8人スペシャル 本編撮りおろし（12月8日、アイエナジー）
- 媚薬貞操帯×ビッグバンローター 羞恥覚醒させられた素人アルバイト娘は物陰で何度も絶頂潮を吹くファミレスに侵入 人が居ない所でアクメ器具を強制装着（12月8日、サディスティックヴィレッジ）
- 僕のことが大好きすぎるメガネ委員長の妹に一日中イタズラしまくり最高のたっぷり中出し。（12月8日、無垢）※「ゆうり」名義
- おっぱいの綺麗な人は、エッチな人が多いって本当ですか?（12月8日、S-Cute）※オムニバス作品
- ち○ぽ洗い屋のお仕事 15（12月22日、SODクリエイト）※オムニバス作品

- COLD SLEEP 大好きな彼を眠らせて、愛玩用ダッチハズバンドに!男のカラダを勝手に使ってガチイキオナニーSEX（1月6日、新中野小劇場）
- 女子校生緊縛調教（1月13日、宇宙企画）
- カラダごと恋に落ちるSEX（1月13日、S-Cute）他出演:里美まゆ、麻生遥、河音くるみ、尾上若葉、佐野あおい
- 結婚したのは娘狙い! 新しいお父さんが何も知らない発達途中の娘に性教育! 女子校生なのにウブなデッカイお尻の娘をオレ好みの性処理ペットに調教しちゃいました!（1月13日、V&R PRODUCE）他出演:さとう愛理、絢森いちか、早川瑞希
- 完全ガチドッキリ! 若手女優5名による本気の誘惑で射精してしまう男たち（1月19日、新中野小劇場）他出演:江奈るり、心花ゆら、埴生みこ、麻里梨夏
- 寝取られの連鎖・旦那の居ぬ間夫婦の寝室で差し込まれたデカ尻若妻（1月19日、ヒビノ）
- 大人なのに少女みたいな服着てるー!（1月27日、TMA）共演:あず希、栄川乃亜、埴生みこ
- 精液採取専門 爆吸引・丸呑み のどじゃくり病棟 VER2.0.0（2月2日、SODクリエイト）共演:通野未帆、北村玲奈、涼宮琴音
- 温泉で自画撮りオナニーにふける女をのぞいたのがバレてマズいと思ったら…その場でハメ撮りをお願いされて困った（2月2日、ナチュラルハイ）他出演:水谷あおい、とみの伊織
- 全国大会出場経験を持つFカップの黒帯空手美少女 結梨19歳（2月10日、S級素人）
- 家庭教師が巨乳受験生にした事の全記録 隠撮カメラFILE（2月16日、グローリークエスト）
- (裏)手コキクリニック 〜完全版〜 性交クリニック 9 4時間×8性交SP（3月2日、SODクリエイト）共演:碧しの、葵千恵、跡美しゅり、北村玲奈、斉藤みゆ、涼宮琴音、通野未帆
- 交渉次第で中出しOK 裏オプ充実 秘密のJKリフレ（3月13日、無垢）共演:今宮いずみ、麻生遥
- 「女の子と2人っきりで、責められたい」月野ゆりあ 19歳 レズ解禁 JKレズ監禁ごっこ（3月18日、SODクリエイト/青春時代）共演:月野ゆりあ (主演)
- 息子の巨乳彼女を孕ませたい（3月19日、OPPAI）
- 無防備な学園（3月24日、I.B.WORKS）共演:跡美しゅり、いろはめる、葉山めい、水樹くるみ
- ロリ巨乳浅田結梨が男達をボコボコにした日（4月5日、フリーダム）
- スターダスト! メルピュア! ～星屑になった美少女戦士たち～（4月14日、GIGA）共演:あず希、生駒はるな、宮沢ゆかり、内村りな、さとう愛理、持田茜
- Mごっくんエンジェル（4月19日、エムズビデオグループ）
- お尻大好きしょう太くんのHなイタズラ（4月20日、グローリークエスト）
- 大好きなカノジョをハメ撮りしちゃいました。（5月1日、S-Cute）
- JKの妹が我が家で、お泊り飲み会を開催 エロ度の増した泥酔JKが誘惑してきて朝まで連続セックスしちゃった夜（5月3日、SODクリエイト）共演:麻里梨夏、江奈るり、白桃心奈、向井藍
- いいなり妹VSツンデレ妹 僕のことが大好きすぎる双子の妹と夢の中出し性活（5月13日、無垢）共演:栄川乃亜
- ボクにしか見えない汁霊に食ザーさせられる彼女（5月19日、エムズビデオグループ）
- 両親の居ない日、僕は妹と精子が枯れるまで1日中ヤリまくった。（5月26日、TMA）
- 悶絶痙攣ポルチオ大絶頂!!（6月9日、e-kiss）
- 人気AV女優浅田結梨 × アニメコスプレ～本能剥き出しディープキス中出し性交～（6月23日、TMA）
- 浅田結梨 SPECIAL BEST 4時間（6月23日、TMA）※単体ベスト
- 小悪魔な姪っ子がむっちむちのエロすぎるデカ尻で俺を誘惑してくる…（7月6日、SODクリエイト）
- 俺の妹 こじらせシスコン野郎の俺が撮った妹の動画（7月6日、AKNR）
- おじさん大好き部活美少女のよだれまみれ濃厚ベロちゅう淫交（7月7日、NITRO）
- 胸糞注意 大学デビューの僕にこの春出来た超元気で明るいJD彼女を地元のDQN武丸先輩に見られてしまって今度あのナオン連れてこいやと脅されて仕方なくDQNの溜まり場に大事な彼女を連れて行ってしまった時の話です（7月13日、JET映像）
- けも耳コスプレイヤーズ ～ようこそパクリパークへ～（7月28日、TMA）共演:あず希、跡美しゅり、阿部乃みく、篠宮ゆり
- ボクのお母さんはAV女優。（8月18日、e-kiss）
- 食ザー咀嚼レズバイキング!!（9月1日、エムズビデオグループ）共演:小野寺梨紗 ※「AV OPEN 2017」マニア部門 エントリー作品
- いつも気になっていた巨乳保育士ちゃんとやっちゃった俺（10月5日、AKNR）
- 公開BDSM調教（10月6日、ドリームチケット）共演:横山夏希
- ガキにもどって犯りなおしっ!!!（10月7日、MOODYZ）共演:麻里梨夏、斉藤みゆ、水城奈緒
- DLO-01 カレとの約束（10月7日、無垢）
- おチ○ポ大好き女子校生（10月13日、宇宙企画）
- M男遊戯【小便少女】 浅田結梨が男を責めてメチャクチャ小便かけまくる日（11月2日、AKNR）
- 代理子作り妊娠（11月16日、グローリークエスト）
- 中出し・ごっくん・アナル・陵辱輪姦 - 2017毒針連合スペシャル - (12月1日、エムズビデオグループ) 共演:麻里梨夏、神納花、三原ほのか、碧しの、きみと歩実

- 最初で最高のアナル解禁（1月1日、エムズビデオグループ）
- デリヘル呼んだら妹が来た!結果、お店に内緒で中出し本番セックスする事になる（1月1日、Sister）
- 一見清楚で控えめな息子の彼女は実は巨乳でしかも騎乗位がヤバすぎる!（1月4日、グローリークエスト）
- 浅田結梨と挿し飲み!ロリカワ女優のヘベレケSEX!（1月11日、Mr.michiru）
- イクイク♡ 早漏妹と排卵日子作り生活 浅田結梨 ACT.004 (1月12日、REAL）
- むっつりスケベなめがねっ子 9 真面目な少女が眼鏡を外すとき…ゆうり（1月25日、JUMP）
- 男がそそる肉付きのムッチリドスケベ娘（1月26日、REAL）
- 生中出し出張メイドリフレ vol.002（2月2日、ONE MORE）
- 鬼縛'きばく' 9 Fカップ緊縛陵辱（2月16日、MAD）
- 【ガチ撮り!スリル度200パーセント】 他の撮影中にバレないようにSEXができるか!?（3月8日、AKNR）※オムニバス作品
- 生中出し巨乳制服美少女 Vol.001（3月23日、BAZOOKA）※オムニバス作品
- 小便ぶっかけガブ飲みSEX（4月1日、エムズビデオグループ）
- 妹ぱらだいす!3 ～お兄ちゃんと5人の妹のすご～く!エッチしまくりな毎日～ part.1（4月13日、無垢）共演:小西まりえ、NIMO、宮沢ゆかり、西宮このみ
- 献身…義父への肉体介護 汚される幼な妻（4月27日、オルガ）
- 小便淫語痴女七変化 2（5月18日、OFFICE K'S）
- M・ネクストジェン ～次世代M女優～（5月19日、ドグマ）
- マブダチとレズれ!in一泊二日温泉旅行（5月20日、レズれ!）共演:向井藍
- 浅田結梨 8時間 SPECIAL COLLECTION（6月8日、CRYSTAL EX）※単体ベスト
- 触手十字架地獄 ～セーラーレミウス～（6月22日、GIGA）
- ソソる男女合同合宿!いつもは女子テニス部だけで合宿するのですが今年に限って男子テニス部も混じって合同合宿!合宿中、禁欲生活を強いられ欲求が溜まりまくってる女子部員がこっそりイキヌキSEX!!（8月1日、SOSORU×GARCON）共演:真田美樹、今井まい
- 土下座して頼んでみた 学校編（10月13日、無垢）※オムニバス作品

#### 「深田結梨」名義
- 魅惑のおっぱい奴隷 06 欲情マ○コにたっぷり中出し 相澤ゆりな 深田結梨（9月20日、MAD）
- 突然の豪雨でビショ濡れ状態で駆け込んで来た女友達!?服を乾かす間に着替えたサイズが合わない服からハミ出しそうなおっぱいに我慢出来ず…（9月21日、DOC）※オムニバス作品
- 義理の妹が突然、ボクのチ○ポにしゃぶりついてセルフイラマ! 我慢できずに小さな口から精液が大量逆噴射! 突然できた義理の妹。かわいいけれどちょっと生意気でしかも反抗期。親の言うことはもちろん義理の兄のボクにも逆らってばっかりで常に険悪なムード。かわいいけど生意気で子供っぽすぎて今まで女として意識したことはない。しかし両親が旅行に行ってしまい二人きり。舐められないようにと内心ドキドキしながらいつもの様に軽口を叩いていると、日頃、女として見られていないことへの不満が爆発の義理の妹。突然何を思ったか「絶対勃起させる!」とチ○ポを無理矢理奥まで咥えてセルフイラマ!当然我慢できず、喉奥に発射し逆噴射してしまうヨダレと精子。もうそれを見た妹はそれだけでは我慢出来なくなり、何度も中出しを求めるほどのド淫乱に豹変!（10月7日、Hunter）※オムニバス作品
- 「お義父さんの赤ちゃん妊娠する!」 制服姿の新しい娘が義父を母に隠れて射精管理! 何度も寸止めさせマ○コに連続大量中出し!（10月12日、V&R PRODUCE）※オムニバス作品
- むっちりお尻が股間にピタッ!! じゃれて腰を動かす度に膨らむチ○コに気付いた彼女はエッチな腰使いで僕を誘惑し…（10月19日、DOC）※オムニバス作品
- 地味子おち●ぽ完堕ち 毎日オナニーがやめられない巨乳ドスべボディ娘をアクメ漬け! ネジ工場パートFカップ たえちゃん（仮名）22歳（11月2日、プレステージ）※「たえ」名義
- 解禁レズフィスト 深田結梨 美咲結衣（11月23日、ドグマ）
- クラスでも地味な存在だった学級委員長（12月1日、プラネットプラス）
- 即ハメ こねくりフェラしてくれる俺の推しアイドルとエッチできた件について!深田結梨 Vol.003（12月7日、プレステージ）
- 巨乳&美人山ガール強制種付け 深田結梨 ひなた澪（12月25日、オーロラプロジェクト・アネックス）
- 女子校生をガチナンパ! イマドキ乙女たちのお悩みをズバッと解決! 短小・包茎・早漏な彼氏とのエッチに「満足した事無いです…」っていうまだ成長中↑の巨乳な娘たちにいきなりっ!デカチンを見せたら「えっ!恥ずかしい…」なんて言ってる暇も無くズボッと挿入(SEX)へ! 最後は、たっぷり中出ししちゃいました（12月27日、MERCURY）※オムニバス作品
- 年上美人の下着を物色中 「こんな年増女の下着で欲情するの?」と… 女として見られる悦びからか「本当に私なんかでいいの?」と欲求不満な身体で精液搾取 2（12月28日、DOC）※オムニバス作品

- 免許合宿NTR ～女子大生の彼女とチャラ男の最低な浮気中出し映像～（1月7日、PREMIUM）
- 家庭教師先のJ●は痴女っ子ロ●ータ!「外で裸になってやるからオナニーしろよ童貞先生w」と言われ、野外調教され聖水シャワー飲尿と焦らし（1月7日、山と空）
- もしも女子校生がカラダを洗ってくれる銭湯があったら 桐谷なお 宮沢ゆかり 深田結梨（1月11日、BAZOOKA）
- 媚薬と睡眠薬を同時混入! スクール水着姿で眠るデカ尻娘を全身拘束させひたすらオモチャ責め! 覚醒したカラダは父に激ピストンされエビ反りしっぱなし!（1月11日、V&R PRODUCE）※オムニバス作品、他1名出演
- パイパン巨乳女子○生はオナペット ゆうり18歳（1月13日、イノセント/HERO）
- 女友達に僕の部屋着を貸したら、隙間からチラ見えするこぼれそうなハミ乳に興奮してしまい…（1月18日、DOC）※オムニバス作品
- 時間停止おっぱいモミモミ学園4 強制解除で絶叫パニック中出しレ×プ 桜庭ひかり 深田結梨（1月19日、OPPAI）
- 濃交 ～パイパン女優の濃密リアル中出しSEX～ (1月25日、MAX-A)
- 真面目がゆえに無防備なストッキングの誘惑に大興奮! 魅力的な商品にするため社員自らが試着し蒸れた下半身を見せつけて僕の勃起を誘う女だらけのパンスト開発部!（2月1日、Fitch）共演:持田栞里、望月りさ、成宮はるあ、夢咲ひなみ
- 常におっぱい擦りつけハーレムエステ 咲々原リン 深田結梨 あやみやれい 愛原れの 芹沢ゆうり（2月7日、アイエナジー）
- ウチの弟マジでデカイんだけど見にこない? 美谷朱里 AIKA 深田結梨（2月13日、MOODYZ）
- 放課後のHな優等生 ～中出し大好きパイパン少女～（2月25日、MAX-A）
- 男女入れ替えエレベーター（3月21日、ROCKET）※オムニバス作品
- 再婚相手の連れ子が無防備な女子校生で股間暴走生中出し! 3（4月10日、ブリット）※オムニバス作品
- 聖美少女アマゾネス拷問 ～美麗最強女戦士の惨すぎる処刑～ Episode-4: 凶悪な女体侵獣に嬲られた無敵のヴィーナス（4月13日、Baby Entertainment）
- 快楽発狂ぶっ飛び女体!! 全方位型くすぐり発狂クリ膣アクメ ～完全撮り下ろし8人の地獄絵図～（4月25日、BabyEntertainment）※オムニバス作品
- 生まれて初めての人妻風俗面接　5（4月25日、アイエナジー）※オムニバス作品
- クリトリスの形までハッキリわかる! ノーモザイク連続絶頂パンツ越しオナニー（4月25日、アイエナジー）※オムニバス作品
- 少女の善意を踏みにじる胸クソ悪い中出し募金 深田結梨 有栖るる 一宮みかり（4月26日、宇宙企画）
- ヘイセイデハイラレナイ 入れられるだけがセックスじゃ無いんだ… 深田結梨 宮村ななこ（4月27日、ファーストスター）
- 彼女は巨乳だけど性格はツンデレ2人っきりになると俺のチ○ポにデレッデレ♪（5月23日、AKNR）※オムニバス作品
- よつんばいフェラ 8 ～腰を落としてお尻は高く、手の平は床で膝は肩幅に～（5月25日、SEX Agent）
- 容赦無き調教奴隷イラマチオ5～ガバマン以上オナホ未満～（5月25日、SEX Agent）※オムニバス作品
- テニス部所属女子大生 監禁ぶっかけ凌辱（6月7日、アタッカーズ）
- ビラコキ～ぷにぷにのマン肉、ぬるぬるのワレメ、クリへの刺激～（6月25日、Sex Agent）※オムニバス作品
- お父さん、お母さんいなくて寂しいでしょ?（6月27日、ファーストスター）
- いつでもどこでも時間停止して中出しできる学園IV（7月1日、MOODYZ）共演:高杉麻里、枢木あおい、咲良ゆめ、椎葉みくる、有栖るる、雪奈真冬、玉木くるみ、望月りさ、桜庭ひかり
- 深田結梨とガチ飲み 泥酔媚薬痴態（7月19日、プレステージ）
- 激レア素人ちゃんを連れてきた。vol.03 現役女子大生のインテリ膣トレニスト・あずささん（22歳）＆高偏差値お嬢様女子○生・ゆうりちゃん（1○歳) (7月25日、激レア素人ちゃん)
- 炎天下に更衣室のドアがロック!暑さで汗が噴き出る部活女子が媚薬まで飲まされ脳まで溶けちゃう汁まみれSEX!（8月27日、ファーストスター）※オムニバス作品
- 深田結梨を貸し切りドライブデート（9月6日、フルセイル）
- 制服美少女ザーメン小便3穴ごっくん奴隷総選挙 マ●コ!ノドマ●コ!ケツマ●コ!すべてのメス穴に問答無用の大量中出し20連発!（9月19日、エムズビデオグループ）
- 「誰にも聞けないけど…「イク」時にイクって言ってもいいのw」制服お嬢様の放課後は何度もイッちゃう変態J○中出し性交（9月25日、ホームルーム）※オムニバス作品
- 男子諸君! 図書室女子には気をつけろ! 「しーっ! 静かにしないと怒られちゃうよ! そのかわり…♡」図書室で巻き起こるHな誘惑に耐えきれず、真面目なあの子に迫り! 吸い付き! 至福の中出し!（9月27日、First Star）※オムニバス作品
- 文化部女子は押しに弱くて意外と巨乳!? 学校内でも断りきれずエッチしちゃって気持ちイイことに夢中になっちゃうww（11月7日、AKNR）※オムニバス作品、他1名出演
- 教室でオイルマッサージ?! 部活に勤しむ清らかな女子校生がヌルヌルオイルで性感帯を敏感にさせられて悪徳エスティシャンの魔チンにイキ狂いメス堕ち! 「お願い! 誰も来ないで～!」（11月12日、First Star）※オムニバス作品
- 文化部女子は押しに弱くて意外と巨乳!?学校内でも断りきれずエッチ…に夢中になっちゃうww (11月21日、AKNR）※オムニバス作品、他1名出演
- 妹系着衣巨乳美少女とイチャイチャSEX（11月25日、MAX-A）
- 放課後円光 生ハメ中出し女子●生 ROOM-008（11月25日、ホームルーム）※オムニバス作品
- こんな所で大量放尿?! 口止めがわりにフェラチオさせたらガマンできずにお漏らしする女（12月12日、AKNR）※オムニバス作品
- 【密室閉じ込め】部活の先輩と夜の校舎に閉じ込められた…。（12月12日、AKNR）※オムニバス作品、他1名出演
- 失神寸前アクメ痴漢 3 中出しSP～大勢の男に立てなくなるほど散々イカされ犯られる女～（12月12日、ナチュラルハイ）※オムニバス作品

- 放課後の学校でエッチしちゃった話（1月1日、S-Cute）※オムニバス作品
- Manko Device BondageXII 鉄拘束マ○コ拷問（1月2日、グローリークエスト）
- 社員旅行で狙われた新人OL（2月7日、LEO）※オムニバス作品
- 突然生えてきたふたなりデカち○ぽの性欲に溺れてメスザーメンを大量射精する’おちん娘’女子○生 あべみかこ 美谷朱里 深田結梨（2月19日、ラポルノ）
- 【公然羞恥】ピチピチ着衣巨乳で接客させられた女達（2月20日、AKNR）※オムニバス作品
- 全裸オフィス巨乳OLハーレムスペシャル 今井夏帆 森本つぐみ 深田結梨 玉木くるみ（3月13日、BAZOOKA）
- 世界で一番気持ち良いフェラチオで感度3000倍おしゃぶりハーレム 美谷朱里 野々宮蘭 森本つぐみ 笹倉杏 深田結梨（3月19日、ROOKIE）
- 結梨女王様の調教部屋（4月10日、サロメ）
- 巨乳おっぱいの妹がニットワンピ＆ニーハイで僕を挑発してくる突き出した尻に我慢できずに強引に挿入&何度も中出しした結果…!?（5月8日、アイエナジー）※オムニバス作品
- せいどれいものがたり ～変態美少女とM奴隷たちの監禁家畜生活～ 深田結梨（5月25日、SEX Agent）
- えっ!! 友達のカノジョが僕の布団の中に潜り込んできたっ?! 「ねえ、しよっか? 布団の中だったらバレないからしてもいいよ♡」 2（6月5日、LEO）※オムニバス作品
- ぶっかけ撮影会 深田結梨（6月25日、ヒビノ）
- イラマチオの中のイラマチオ（6月25日、SEX Agent）※オムニバス作品
- VictimGirls R 私は、負けません! 深田結梨 逢見リカ（6月26日、TMA）
- フェアリーテール 6  テカテカボディータイツとアミアミボディータイツ 深田結梨（6月27日、First Star）
- ドM調教肉便器 連続中出し20発 深田結梨（7月3日、h.m.p）
- 今日は朝まで一晩中、ず～っと乳首を責めててあげる♡（7月3日、ドリームチケット）[23]
- 「先生、私で子作り練習する?」 神カワ巨乳委員長が婚約した僕（担任教師）のために放課後ナマ中出し特訓 深田結梨（7月13日、E-BODY）
- エロ小悪魔な妹に、日がな一日チンチンいじくりまわされて、何発も搾り取られた… 深田結梨（8月19日、ラポルノ）
- ナマ中出し×4時間 深田結梨（8月25日、MAX-A）
- 唾液とローションが絡みつく粘着連続フェラチオ（8月25日、SEX Agent）※オムニバス作品
- えっちな女子○生の淫語かたりかけぐちゅぐちゅ連続絶頂スク水オナニー 5（8月27日、アイエナジー）※オムニバス作品
- 『卒業する前にもう一度だけお兄ちゃんと一緒にお風呂に入る! 体洗ってあげるね!』デカパイ過ぎる妹と狭いお風呂で二人きり! チ○コまで洗ってきて…（9月7日、Hunter）※オムニバス作品
- 彼女と間違えて… 妹にナマ即ズボ! ヤバい!? でも気持ちよくてそのまま中出し… すると妹が即ズボの衝撃でヤル気スイッチON! 妹主導の逆ナマ即ズボ連続2回戦突入!（10月16日、DOC）※オムニバス作品
- 『お兄ちゃん… 大きい!』『こんなに濡れたの初めて!』巨乳過ぎるドストライク妹と狭いお風呂で二人きりでフル勃起!（10月19日、Hunter）※オムニバス作品
- 勃起したままの男を一切動かさないS字尻振り騎乗位介助で骨抜きにする美尻ナース VOL.4（11月12日、DANDY）※オムニバス作品
- テストで満点をとった男子生徒にセックスをお願いされて断り切れなくて強制中出しされちゃういいなり巨乳家庭教師（11月13日、BAZOOKA）※オムニバス作品

- おしゃぶり予備校 74 深田結梨（1月1日、FS.KnightsVisual）
- 【奇跡】女子校生デリヘルを呼んだらオカズにしてた友達で強●生中出し!! 5（1月15日、BAZOOKA）※オムニバス作品
- 「そんなに締めつけたらまた中に出ちゃうって…」義妹の尻突き出し縦四方固めピストン騎乗位でマ○コから精子があふれるほど連続中出し!! 2（1月19日、Hunter）※オムニバス作品
- 奴隷ショールーム 堕ちた新妻のアナル（2月7日、アタッカーズ）
- 「ダメダメ挿ってるよお兄ちゃん! 擦り付けるだけって約束なのに...!」いつの間にか大人のカラダに成長した妹の巨乳に欲情! 言葉とは裏腹にビショビショになっていく妹のマ○コに素股のままヌルっと生挿入!!（2月19日、DOC）※オムニバス作品
- レズビアン女教師によるボーイッシュ女子○生お漏らしレズ調教 深田結梨 八乃つばさ（2月19日、レズれ!）
- 寂しいときだけ僕を呼び出す君が欲しくて狂いそう 深田結梨（2月27日、ドリームチケット）
- 私を犯した大嫌いな男の、あの腰使いが忘れられなくて…（3月7日、アタッカーズ）
- この女確信犯!! 常連客が即入れ懇願!! 豹変オイルマッサージ（4月9日、LEO）※オムニバス作品
- チクジオ ～乳首だけで潮吹き失禁レズビアン～ 深田結梨 乙葉カレン（4月19日、レズれ!）
- 潜入!! 噂のリンパマッサージ店 7 「裏オプション、いかがなさいますか?」（5月7日、LEO）※オムニバス作品
- ラッキーな胸チラを発見し、気づかれないように見てたけど、やっぱりバレてた?! 17 ～ ヨガインストラクター編～（5月7日、LEO）※オムニバス作品
- 深田結梨コスプレSPECIAL BEST4時間（5月28日、TMA）※単体ベスト
- 近親素股プレイでハプニング!! 妹とセックスの練習中に間違ってヌルンと挿入!! 3（6月4日、LEO）※オムニバス作品
- 奴隷色のステージ 48 深田結梨 川越ゆい（6月7日、アタッカーズ）
- フェラ友ごっくん一泊二日デート Special Thanks Edition 深田結梨（6月7日、山と空）
- 肉便器当番 幼馴染は同級生の性処理係 深田結梨（6月13日、ダスッ!）
- ヤリたい放題ハメまくる! 先駆けミリタリーギャルズ! 軟弱メンズはウチらがパコトレで鍛えてあげる 深田結梨 今井夏帆（6月19日、kira☆kira ）
- どエロ女優に丸投げ!! 夢の筆下ろしガチドキュメント!! はじめてはAV女優。 01（6月25日、プレステージ）※オムニバス作品
- ザーメンジェット 4（7月1日、FS.KnightsVisual）※オムニバス作品
- 囁きW淫語レズ ～痴女ビアンに言葉責めされる女体化した僕～（7月19日、レズれ!）※オムニバス作品
- ハプニングホテル ～AV女優深田結梨入店! 本日大チャンスのザーメン乱れ打ち!～（8月13日、バルタン）
- NTRガール 中出ししたかったら彼女と別れてね! SEX大好き美少女のドスケベ大興奮SEX（8月19日、FOCUS）
- 鉄板! 初降臨! ぶっかけ汗だく淫虐調教 肉棒に貫かれ大量精子をその身に受け続けた美少女はやがて肉欲の虜に…（8月19日、TEPPAN）
- 今日は朝までうちらとパコろうよ! アゲアゲ中出しヤリマンNIGHT!! 潮吹き、ごっくん、アナル、メスイキ、おしっこ、NG無しの無制限射精ハーレム乱交パーティー!! 深田結梨 浜崎真緒 今井夏帆 岬あずさ 真矢みつき（8月25日、本中）
- ディルドピストンオナニーしたままのフェラチオ（8月25日、SEX Agent）※オムニバス作品
- ULTRA SWEET 赤貝 美少女戦士媚肉炎上淫乱調教 ～小悪魔淫汁噴出アクメパニック地獄～（9月7日、AVS collector’s）
- 呼べば速攻! シャブって中出しOK! むしろアナルでもパコらせてくれる巨乳ギャル・ゆーりちゃん（9月21日、MOODYZ）※ゆーりちゃん名義
- たった7時間2人っきりにしてみたら…結果、13発セックスしてました。（10月1日、ドリームチケット）
- BBP ビッグブラックペニスに堕ちた女捜査官（10月5日、アタッカーズ ）[24]
- 「我慢できたら挿入れてもいいよw」 ち○ぽパンパン!! 暴発寸前!! ガマン汁ダラダラ!! ずっと好きだったのにヤリマンになってしまった幼馴染の凄テクに耐え抜き念願の毎日ハメまくり中出し生活に突入した。（10月5日、LUNATICS）
- 可愛い顔してデカ尻!! 深田結梨（10月5日、MARRION）
- あ～我慢できない! 欲求不満な昼下がり（10月12日、FAプロ）※オムニバス作品
- 国語・算数・理科・風俗 実写版 午後の授業は風俗と化す夢みたいな学校の話（10月19日、無垢）※オムニバス作品
- 現代肉欲劇場 パパ大好き… 親父と娘のセックス365日（11月2日、FAプロ）※オムニバス作品
- 家出してきた巨乳妹とメチャ狭いワンルームで密着ムラムラ同居生活（11月9日、アリスJAPAN）
- バブみある結梨ママの誘惑に完敗! 仕事を投げ出して赤ちゃん堕ちしてSEXしまくっちゃった（12月14日、かぐや姫Pt）
- 女体化した俺は親友に求められるがまま、受け入れて、心も女になっていた。（12月14日、ダスッ!）

- おしっこ飲ませ聖水天使ちゃん 飲尿クンニで尿臭オマ○コの匂いと味を舌になすりつけて小便ぶちまけSEXでイキ狂うパイパン痴女JD（1月18日、DEEP'S）※オムニバス作品、他1名出演
- 追撃の達人 一回の射精で終わると思ったら大間違いなんだから… 深田結梨（1月25日、NITRO）
- 最下層おち●ぽに激惚れするスクールカースト一軍痴女ギャル 深田結梨 椿りか（1月25日、ダスッ!）
- 放課後ラブホで生徒三人に痴女られ囲まれ、挟まれ、中出しさせられた担任教師の僕。 枢木あおい 深田結梨 姫川ゆうな（1月25日、痴女ヘブン）
- 親友の彼女とキャンピングカー駆け落ちした週末、僕の人生で一番濃厚で充実した中出しSEXに蕩け堕ちた。 深田結梨（2月4日、h.m.p）
- 痴漢盗撮＆中出し素人娘 媚薬オイルマッサージ VOL.8（2月23日、親父の個撮）※オムニバス作品
- 酔っ払って帰ってきた妻が間違って隣人のゴミ部屋へ入ってしまい、僕と勘違いして中年オヤジに発情して中出しセックスした話 深田結梨（3月1日、ミセスの素顔/エマニエル）
- 美人巨乳家族痴女ハーレム 居候先の絶倫一家に強制中出しされ続けるボクの日常 水川スミレ 真木今日子 深田結梨（3月15日、E-BODY）
- 馬鹿にしていたボクのアナル舐めで連続絶頂するギャルさせこ 深田結梨（3月22日、ROYAL）
- 暴虐蕩揺放置デビル・シェイカー 腹部強制痙攣×秘唇固定電マ×胸部淫猥吸引=女体制御不能昇天 Part2 全身性感地獄に狂い逝く女たち（3月22日、BabyEntertainment）※オムニバス作品
- お漏らし天使ファン宅訪問 聖水でっぱなしマーキング性交 深田結梨（3月24日、Materiall）
- 舞ワイフ ～セレブ倶楽部～ 156（3月24日、AROUND）※ 深田三久 名義／他出演：三船亜希（三舩みすず）
- 30th Anniversary project MAX GIRLS 2022 Vol.1 AIKA / 深田結梨 / 姫咲はな（4月5日、MAX-A）
- 解禁。天然男の娘 生まれて初めてのレズセックス 七瀬るい 深田結梨（4月12日、ダスッ!）
- 妻は知らないメスの僕… 引っ越し先のマンションに住む巨乳の女子○校生たちにアナル開発をされ何度もメスイキさせられた日。深田結梨 ひなた澪（4月19日、DEEP’S）
- これが本気のアヘ顔!! 私、イクとこんな顔になっちゃうのSP 4（5月12日、LEO）※オムニバス作品
- 乳首弄りで暴発しちゃう早漏汁が大好きです♡ 深田結梨（6月3日、ワープエンタテインメント）
- 浣腸 & アナルセックス 肛虐モニタリング 深田結梨（6月7日、アタッカーズ）
- 素人娘の全裸図鑑24　今時の女の子11名が恥らいながら脱衣していく様子をじっくり撮影した、変態紳士のためのヘアヌードコレクション（7月12日、かぐや姫Pt/妄想族）
- どこでもおしっこ! 素人娘の大放尿38人 スロー再生でじっくり鑑賞できるマニア向け映像 6（7月12日、かぐや姫Pt/妄想族）
- Wイカれたマ○コ 史上最ビッチな潮・尿・よだれダダ漏れスプラッシュフレンズ!! 乙アリス 深田結梨（7月19日、kira☆kira）
- 唾液ダラダラ顔面deep舐めフェラチオ（7月21日、Materiall）※オムニバス作品
- 敏感乳首と早漏チ●ポを延々と生殺される寸止め射精コントロール 深田結梨（7月29日、ワープエンタテインメント）
- 深田結梨 BEST（8月16日、グローリークエスト）※単体ベスト
- まるっと! 深田結梨（10月5日、プラネットプラス）※単体ベスト
- オナサポ!! 女子○生 着衣で全裸で挑発的ダンス 3（10月11日、かぐや姫Pt）※オムニバス作品

### アダルトVR

#### 「浅田結梨」名義
- 笹倉杏 折原ほのか 涼川絢音 浅田結梨 「超豪華キャバクラハーレムフェラ!! ものすごい責めで大量発射!!」（2月2日、KMPVR）
- ドキドキ女子校生 パパにもママにも内緒だよ!! 初めてのSEX 浅田結梨（3月10日、KMPVR）
- はだかエプロンおねだり彼女 浅田結梨（3月10日、KMPVR）
- 浅田結梨 見つめられる幸せ! 巨乳女子校生の誘惑おねだりエッチ「センパイ… 勉強よりも、もっといい事しよっ」（3月22日、CRYSTAL VR）
- 浅田結梨ちゃんとイチャイチャ中出しSEX（5月30日、KMPVR）
- 隠していたAVが父さんの再婚相手に見つかった…オレ史上、最大の危機が今、始まる。浅田結梨（6月16日、CRYSTAL VR）
- はじめてのレズ調教 浅田結梨（10月13日、ワープエンタテインメント）
- 高画質&高音質 浅田結梨のおチ○ポ大好き中出しSEX（11月30日、KMPVR）
- 泥酔むちむち女子を阿修羅責め 浅田結梨（11月30日、CASANOVA）

- 【リアル映像】むっちり巨乳と絶対領域をみせつけてくる無防備すぎる幼なじみとまさかの密着中出しSEX 浅田結梨（3月26日、KMPVR）
- 仮想現実ライブチャット ゆーりまんログイン中（4月13日、CASANOVA）
- 長尺VR! 娘と彼氏のSEXを見て欲情したシングルマザーの性教育! 娘の彼氏を寝取った後は母娘合わせてW生ハメ! 全3編! 碧しの 浅田結梨（4月30日、KMPVR）

#### 「深田結梨」名義
- 3DVR 転生したら男♂女♀の貞操観念が逆転した世界だった件 深田結梨（11月9日、KMPVR）
- 3DVR 清楚で可愛い僕の妹が突然ギャルビッチ化していた件。 イクイク早漏妹と排卵日子作り生活Vol.002 深田結梨（11月23日、KMPVR）
- 劇的高画質【2発射】ラブLOVEな新婚性活! 朝から夜までエロエロStory 2 奥様はゆるふわFカップ巨乳 朝はフェラ抜き夜は中出しで今日も二人は幸せ 深田結梨（12月8日、ブイワンVR）

- 高画質 深田結梨 制服のゆーりまんが本番禁止の風俗店で内緒プレイ… 潮噴き、生挿入、生中出しの過剰サービス!（1月8日、MAX-A）
- 美大にモデルのバイトに行ったらまさかの全裸デッサンモデルだった! しかも全員爆乳美女! 恥ずかしいのに興奮してしまった僕に「もっと勃起してる所が見たいなぁ…」と全員にチ〇ポを弄ばれるVR 三島奈津子 深田結梨 椎葉みくる 森下美怜（1月18日、Fitch）
- 美少女メイドと夢のハーレムプレイ 新人メイド初めてのご奉仕編 深田結梨 一宮みかり 有栖るる（3月27日、4K VR）
- 女がみんなおっパブ嬢になるCDを手に入れた!（5月10日、SODクリエイト）※オムニバス作品
- 聴覚刺激VR オナニー女子の吐息・耳舐め・愛液音（5月11日、SODクリエイト）※オムニバス作品
- HQ高画質対応 エッチなお世話もしてくれるロリっ子家政婦 深田結梨（5月17日、CASANOVA）
- AV女優にVRカメラを持たせて自撮りさせたりハメ撮りさせてみたら何度でもヌケそうな究極の映像に仕上がった。 深田結梨（6月14日、CASANOVA）
- HQ超画質革命! エアコン故障で勉強どころではナイ! 超汗だくスケスケ美巨乳J○中出しSEX 深田結梨（7月12日、こあらVR）
- HQ60fps 深田結梨 新人OLが終電逃してボクの家で2人きり! 我慢できずに夜●いすると… オシッコ、中出し! 1日限りのラブラブエッチ!?（8月21日、MAX-A）
- 身代り奴隷人妻 深田結梨（9月28日、TEPPAN）
- HQ超画質革命!【第二弾】目の前に広がる美アナル大図鑑 ―シワまで丸見え恥じらいヒクヒク美尻アナルVRー（10月4日、こあらVR）※オムニバス作品
- HQ60fps 無防備な彼女を観察するVR（11月27日、MAX-A）※オムニバス作品

- VR無理 未満式巨乳弄びAV面接（1月10日、未満）※オムニバス作品
- おっぱいチューチュー授乳手コキVR（1月15日、ROOKIE）※オムニバス作品
- 僕だけが裸、全力で辱められるVR（3月17日、KMPVR）※オムニバス作品
- 絶景領域VR（4月4日、KMPVR）※オムニバス作品
- 結梨女王様の調教部屋（4月6日、サロメ）
- オナクラVR ～裏オプションでヌク最強サービス 深田結梨編～（5月1日、CASANOVA）
- 監禁女子 ～M男性奴隷との変態生活～ 深田結梨（6月12日、CASANOVA）
- じっくり女体観察そのままSEX（6月17日、ROOKIE）※オムニバス作品
- デニムローライズショーパン着エロVR（6月25日、ROOKIE）※オムニバス作品
- 「今月のバイト代、私に使ってみません?」 童貞の僕を沼落ちさせる新人むっちりF乳ちゃんの中出し円光筆下ろし 深田結梨（9月18日、ワープエンタテインメント）
- 妖魔ピクシー 【汗】【唾】【我慢汁】【精子】を与えると性欲が回復して何でも従うご奉仕使い魔と異種姦中出し! 深田結梨（11月12日、SODクリエイト）
- 超スぺレズ VR スケベすぎる痴女エステティシャンが精子をレズ口移し 深田結梨 美園和花（12月2日、ROOKIE）

- わたし早漏男子だーい好きっ! 何度も射精させることに幸せを感じるとろ～り極甘ヤりすぎデリヘル 深田結梨（1月18日、KMPVR）
- 昔良く遊んだ友達の妹が極柔ましゅまろパイに変貌。まるで誘っているかのようにバスタオル一枚で部屋中をウロウロし、タオルから溢れる乳に我慢できずに… 深田結梨（1月19日、KMPVR）
- ゆるふわ? 肉食レイヤーと個撮生ハメで優勝! どちゃシココスでグイグイこられて我慢できずに夢中オフパコ! 深田結梨（1月21日、Cosmo Planets VR）
- 天井特化アングルVR 絶頂リラクゼーションASMR ～淫音と淫語で快楽射精!!～（1月22日、KMPVR）※オムニバス作品
- イベント終わりのコスプレイヤー彼女とオフパコ性交 ゆうり（1月31日、TMA）
- 卑猥な身体を魅せつけながら痴女が唾液を垂らす（2月22日、KMPVR）※オムニバス作品
- 「私の初恋の人はおじさんだよ!」 俺のことが大好きな姪っ子J○に媚薬を飲ませたらHなイケない汁を大量噴射! そのまま姪っ子マ●コに中出し! 深田結梨（3月2日、RADICAL）
- 食い込んだ競泳水着で顔騎されるVR（3月16日、KMPVR）※オムニバス作品
- 天井特化アングルVR ～0.1秒から始まるゆーりまん伝説～ 深田結梨（3月18日、KMPVR）
- パンティを見せるから、いっぱいオナニーしてね（4月2日、KMPVR）※オムニバス作品
- 特化VR ～べろ～（4月21日、KMPVR）※オムニバス作品
- 特化VR ～顔面～（5月14日、KMPVR）※オムニバス作品
- 天井特化アングルでオナニー見せ合うVR（5月26日、KMPVR）※オムニバス作品
- 超赤面!! すっぴんVR。「せ、先輩絶対こっち振り向かないでくださいね…。」メイクを落としたバイトの後輩が可愛すぎて何も約束を守れなかった話。 深田結梨（5月28日、KMPVR-彩-）
- 催眠術で脈なし幼馴染が僕にデレデレべろ舐め奉仕 キスするたびに好きになる恋愛暗示洗脳SEXで身も心も完全支配（6月11日、ナチュラルハイ）
- 最愛の彼女と何度も繰り返すキスと超接近する勃起乳首&ベスポジでヒクヒク動くアナルと生ハメ対面座位とめちゃ至近距離から何度もツバ飲まされる超・覆いかぶさられ杭打ちピストン騎乗位と膣奥突きまくりバックと超超超・覆いかぶさり正常位【生中出し】 深田結梨（6月30日、アリスJAPAN）
- もしも深田結梨が○○だったら… ～妹だったりダッチワイフだったりビデオボックスの店員だったり～ 深田結梨（7月2日、CASANOVA）
- Luxury GAL Esthe ～ラグジュアリーギャルエステ～ プールサイドに併設するギャルエステで小悪魔痴女に骨抜き連続射精体験VR!! 深田結梨（7月8日、kira☆kira）
- なんとも心地がイイ密着距離で、満足するまで濃密ベロチュウを求められているボク 深田結梨（7月11日、KMPVR-彩-）
- 【HQ超高画質】気まぐれ巨乳ナースさんに入院中、射精コントロールされませんか? 両手が使えないボクを乳首責め・パイズリ・騎乗位中出しで挑発的に痴女ってくる…! 深田結梨（9月21日、PREMIUM）
- いじめられっ子の結梨ちゃんといじめられっ子の僕が無理矢理中出しさせられる悲しいSEX 深田結梨（9月24日、ナチュラルハイ）
- エロカワの最高セフレと相性抜群だけど超めんどくさいメンヘラ! 彼女との同棲部屋に勝手に上がり込み人生終了の生ハメ中出し性交 深田結梨（10月8日、kawaii*）
- 巨乳・爆乳の人気女優VR作品をまるごと3本収録した大ボリュームSP!!（10月15日、KMPVR）※オムニバス作品
- 天井特化アングルVR（10月15日、KMPVR）※オムニバス作品
- 舌だけでイカせてあげよっか? ～しゃぶりついて快感へ導く舌遣いが丸見えのディルドフェラ（11月16日、KMPVR）※オムニバス作品
- 女子校生のお尻を愛撫し続ける桃尻イカセVR（12月14日、KMPVR）※オムニバス作品
- 机の下から女子校生にイタズラするVR（12月16日、KMPVR）※オムニバス作品

- 女子校生顔騎JOI（1月13日、KMPVR）※オムニバス作品
- 今までイイことなかった童貞のボクが幸福のシンボル・座敷童子にSEX仕込まれ人生大逆転VR 巨乳の座敷童子がボクの草食度合いが心配だとカラダを張ってSEXレクチャー!! 深田結梨（2月7日、ワンズファクトリー）
- 女捜査官の哀しき痙攣 追っていた犯罪組織に捕まり 同僚の目の前でイカされる屈辱 深田結梨（3月30日、BabyEntertainment）
- 顔面特化アングルVR ～ショートカット彼女を看病しながらイチャラブSEX～ 深田結梨（4月18日、KMPVR）
- J●乳首開発VR（7月15日、KMPVR）※オムニバス作品
- 腋の下を見せてあげるからオナニーしてね（8月26日、KMPVR）※オムニバス作品

### アダルト配信
- ■恥ずかしいのに濡れすぎちゃうよ…(照) ■※男性に免疫のない清純派美少女が逆ナンに挑戦※童顔アイドルフェイスにロケットF乳という奇跡 ※とにかく凄いムチムチボディに勃起不可避 ※ぷにゅぷにゅおっぱいでパイズリ天国 ※｢上手に動けるかな…｣不慣れな腰つきが異常にエロい ※肉感が堪らない波打つプリ尻※ウルウル瞳で見つめ合い密着ベロチュー連続イキSEX みお 20歳 経済学部（7月17日、プレステージプレミアム）
- ■ナイトプールにいたF乳女子とお漏らし絶頂イチャラブSEX!! ■※ほんわか癒し系ロリ天使 ※ビキニからハミ出そうなロケットF乳で視線総なめ ※お酒激弱、膀胱緩め ※むしゃぶりつきたくなるようなムッチリボディ ※上目遣いの萌えキュンパイズリ ※めちゃめちゃ幸せそうな笑顔が殺●級の可愛さ ※｢おま○こバカになってる～!｣ あまりの気持ちよさにお漏らしが止まらない!! ※笑顔いっぱい愛を感じてイキまくる甘エロSEX ゆうり 20歳 アルバイト（8月6日、プレステージプレミアム）
- 【個人撮影】ちーちゃん / 21歳 / ドラッグストアアルバイト 彼氏ん家 / イチャラブ / めちゃくちゃ可愛い!! / 清楚・透明感/巨乳! / ピンク乳首 / パイズリ / パイパン / ハメ潮激吹き (推定3ℓ) / 宅飲み/2発射 / 顔射 / ワキぶっかけ / フェラ / 超大量射精/永久保存決定! / 爆ヌキ必至。（8月20日、なまなま.net）
- ラグジュTV 1000 深川恵里奈 25歳 スポーツバー経営（9月17日、ラグジュTV）
- 変態巨乳美少女のハメ撮り動画。二人だけの秘密のセックスがまさかの流出で…「バカになっちゃう!! 漏れちゃう! 漏れちゃうよぉ!!」：ラブホのレンタルカメラ内蔵/消し忘れたハメ撮り動画 ファイル 013 ゆうり（9月19日、プレステージプレミアム）
- マジ軟派、初撮。1166 結梨 21歳 大学3年・文学部 ※ラーメン屋でバイト（9月28日、ナンパTV）
- ラグジュTV 1020 深川恵里奈 25歳 スポーツバー経営（11月2日、ラグジュTV）
- かずみ (28)（11月9日、しろうとまんまん）
- ■ハロウィン2018・F乳ロリポリス＆アイドル級美少女囚人を勝確ナンパ→即ホ→即パコ■※ハロウィンの奇跡!? ルックス最強の極上美女二人がエロコス姿で登場!! ※パンツ丸見え桃尻全開のミニスカ＋卑猥な網タイツ※2人仲良くチ〇コをしゃぶりながらおマ〇コ全開!! ※強烈すぎるピストンに失禁おもらし!! ※「おしっこ止まらないからちんち〇刺してぇ♪」※濃厚精子をお口にいっぱいに注入→まさかのごっくん♪ ゆうり & のあ（11月11日、プレステージプレミアム）
- マジ軟派、初撮。1217 結梨 21歳 大学3年・文学部 ※ラーメン屋でバイト（12月10日、ナンパTV）
- 【激カワ女子大生】21歳【お金ピンチ】ゆうりちゃん参上! 和菓子屋でバイトしながら大学に通う彼女の応募理由は『学費の足しになればと。。。』【ショートカット可愛い】『エッチですか? 嫌いじゃないですょ。。。』緊張のあまり？マ◯コびしょ濡れ! 【愛汁ドバドバ】元彼に仕込まれた自らのイラマ気味フェラがエロ過ぎる! 指でもチ◯コでもとにかく【止まらないドバドバ大量潮吹き】『ごめんなさい。実は私エッチ大好きです。。。』いゃ、好きのレベル超えてますよ!w 変態ショートカット激カワ女子大生のSEX見逃すな!（12月18日、ARA）
- あこ (24)（12月21日、しろうとまんまん）

- 変態巨乳娘が制服姿で手マンで電マでピストンで潮吹き連発でビチャる! 「ずっと、チ◯コ挿れて…」と、奇跡の高感度潮吹きマ◯コ挿入哀願、美巨乳揺らしながらのエンドレスハメ潮をハメ撮りREC!! 制服彼女 No.26 ゆうりちゃん（1月4日、プレステージプレミアム）
- 【配信専用】ムチプリ肉厚極上尻コキ!! 2 画面から飛び出さんとアナタの視界に迫り来る… デッカイたわわな桃尻…!!（2月7日、ふぇちぽいんと）※オムニバス作品
- 〝変態欲求〟剥き出し美少女コスプレイヤー!!! 幸せよりも不幸を求めてしまう本物の〝メンヘラ〟美少女!!! 酔った口から超絶ネガティブ発言が連発!!! 度の超えた飲酒で理性が完全崩壊! …で、剥き出しになった欲望が止められずチ●チ●を悲願しながら巨乳を振り乱してイキ狂う完璧狂乱セックスは…勃起せずにはいられませんっ…!!!：夜の巷を徘徊する〝激レア素人〟!! 15 ユウリ 22歳 (本名非公開/フリーター)（3月7日、プレステージプレミアム）
- 【個撮 × Fカップレイヤー】Fカップツンデレ美少女レイヤー!! 姫体質・ツンデレ・ヤンデレ美少女はカメラマンに罵詈雑言→チ○ポに屈服アへ顔トロマ○コで最後はデレまくり! ミウ・ザ・ヴァーチャル（6月25日、黒船）
- ゆりゆり（6月28日、J●調査隊 チームK）
- 「こんな大きなち●ちん、ワクワクしちゃうw」アニメ声の清楚系奥様が【理想のち●ちん】で5連続中出し ゆうりさん (25)（10月8日、しろうとまんまん）
- 小悪魔姪に誘惑され汗だくエロエクササイズ ゆーり（10月30日、しろうとまんまん）
- 【スパプールナンパ】清楚美少女×神美声の爆美乳素人という欲張り美女降臨! あどけない感じからは想像もできないほど艶っぽい身体で、顔良し、声良し、感度良し、オマケに潮吹き失禁女神のフルコンボ! 見事な抜きイキでチ〇コを抜いた瞬間に失禁昇天!!! ゆき（11月11日、黒猫）
- ゆりゆり 2（11月29日、J●調査隊 チームK）

- 手マン潮! ハメ潮! ぶしゃ潮! 潮! 潮… フル潮コンプの神F乳! 美少女ボーカルGET!! 「場面っす♪」が口癖でノリが激軽ッ!! 押しに激弱ッ!! 感度は激高ッ!! 敏感ケイレン連続絶頂のタテノリ系騎乗位は必見のライブSEX映像!!：いくらでラブホ No.057 ゆりボム ガールズバンドのボーカル! セクシー担当!? 美乳Fカップ! 豊満美尻の神ボディ!!（1月4日、プレステージプレミアム）
- ユーリ (20)（2月21日、しろうとまんまん）
- 「超密着! 泡洗体」に癒し系J●が挑戦! 快感のあまり発情モードに突入!? 「挿れてください///」とおねだりされちゃいました! ユウリ（2月27日、しろうとまんまん）
- 【ギャル神回SPECIAL × 中出しハメ潮超連発】お待たせしました! お待たせし過ぎたのかもしれません! 神回GOD降臨であります! ギャル2人で抜き所2倍! 潮も2倍! レズハメ潮飲尿もはやアメイジンググレイス! 次回予告「購入するとザーメンタンクが空になるの巻」【ギャルしべ長者SPECIAL パロちゃん&ノンちゃん】（2月29日、Jackson）
- サンタコス姿で自撮りに勤しむショートヘア美少女は金よりチ〇ポがだ～い好き! 性夜に美巨乳揺らし大量ハメ潮を撒き散らしてイキ狂いww みちる（3月17日、黒船）
- 【淫乱ナース】?? 彼女持ちと知りながら、患者の布団に潜り込んで秘密のご奉仕♪たわわなおっぱいを揺らし騎乗位に励みます★ ユウリ（3月18日、しろうとまんまん）
- Fカップド淫乱ボディ美ギャルはハメ潮大量クジラの潮柱!? 強気パパ活条件も納得の高スペックギャルに生チンで教育的指導!! 最後は愛ある手紙と●●円で感動の涙と潮でベッドぐしゃ濡れ濃厚SEX!! パパ活成敗 一人目 ゆり 21歳 パパ活で小遣い荒稼ぎ中GAL 食べ頃BODY!!（4月24日、プレステージプレミアム）
- 彼氏いるけどパパ活はベツモノ☆おっさんチ〇ポぶち込まれハデに潮吹くわがままギャルがネチッコいテクに完堕ちしてまさかの2回戦懇願ww あぐり（6月6日、黒船）
- 大学生カップルモニタリング企画☆ キスだけで恋に堕ちるか徹底検証☆清楚な顔してイクイク腰振る未来の女教師に中○しww ゆうり（6月28日、黒船）
- 【有名Fカップレイヤー × 個撮】 人気美少女レイヤーが奇跡の再出演☆ツンデレ女の膣奥にナマ中出し三昧で種付け刻印!! ポルチオ責め懇願しながら大量ハメ潮垂れ流してイキ狂うwww ミウ・ザ・ヴァーチャル（7月6日、黒船）
- 花見美人を騙してテイクアウト! 敏感美少女のロリ巨乳ボディは激しいSEXで強烈スプラッシュ☆ つーちゃん（7月31日、黒船）
- ノーブラ胸ポチ・胸チラ女子を乳首が硬くなるほど責め続けたら腰をくねらせながら感じまくった（8月13日、AKNR）※オムニバス作品
- スキー場で見つけた失恋したての童顔巨乳JDを口説き落としてハメ撮り! イラマチオで興奮する連続お漏らし変態美少女のドMま〇こに首絞めファックで大量中出しww ちひろ（8月21日、黒船）
- 【バカッターエロ動画】 「え!? こんな場所で!!」 絶対バレてはいけないスリル満点こっそりフェラ（9月3日、AKNR）※オムニバス作品
- 完全主観 リアルチ○ポシコり罵倒 2（9月17日、AKNR）※オムニバス作品
- 【配信専用】最高の搾精美女による手コキ祭 vol.01（9月24日、MAGIC）※オムニバス作品
- 憑依バカッター ＠美容院 前編 深田結梨（10月2日、ノットリ）
- 【禁断♪隠し撮り♪】 「だめ! ダメ! ここじゃダメ♪」 県立普通科J系のイチャキス・フェラ動画 ※綾瀬は●か似・乳首性感帯Gカップ・あざとカワイイ系・通学路デートのポニテ女子 他…（10月8日、AKNR）※オムニバス作品
- モノ凄い高水圧の潮吹き大噴射!! イクと漏れちゃうキャバ嬢の洪水マ○コをデカチンで塞ぐww リズミカルにF乳を揺らす中出しSEXでまさかの2回戦おねだりフェラ炸裂www（10月10日、まんまんランド）
- 憑依バカッター ＠美容院 後編 深田結梨（10月16日、ノットリ）
- Oma☆nko is broken!! 【おっぱい神回×中出し失禁トランス】かわいい顔して、タフ! タフ! タフ! まさに性獣!! 魅せて! 漏らして! イカセます! エロコス×2着で部屋中いたる所で乱れ合う! 顔からチ○ポまで全身愛撫の凄テク責め!! ヤレばヤルほど熱くなる///汗だく密着3回戦! ハメ潮×失禁×中出しオンパレード! 【なまハメT☆kTok Report.3】 ゆうり 24歳 ○○が"キュン"するハプバー店員（10月17日、プレステージプレミアム）

- ガチ恋必至!! 激きゃわドエロFカップ女優 vs 43歳おじさん童貞! 身も心もこじらせたおじさんをゆーりまんが持ち前の愛嬌とエロテクで落とす!! エロスイッチが入るとデート中のほんわか感が嘘のようにがっつきまくる真性どスケベ!! 可愛くてエロくてスタイル最高! マジ言うことナシの当たり回でっす!!! 深田結梨（1月28日、GOOD-BYE-CHERRYBOY）
- ＃ハメられたガール ゆり（4月5日、Girl’s Blue）
- 無垢な制服女子を緊縛し●●SEXでイカせろ! ＃結梨＃18歳（5月11日、HAPPY FISH）
- エロカワ巨乳 深田結梨 ゆーりまんSUPER★BEST（10月7日、AKNR）※単体ベスト
- 町内会肉便器妻 不妊に悩む巨乳人妻に種付け中出し集会のお知らせ 深田結梨（10月29日、パープルジャム）
- ゆうり（11月13日、おっぱいちゃん）
- ゆうり 2（11月20日、おっぱいちゃん）

- 結梨（3月26日、やり狂う! スケベなセフレ達）
- ゆうり (22)：おしっこまみれの泥酔ぶっ飛びSEX。小動物系美女と買い物デート & 自宅でハメ撮り。（5月7日、PinkyRush）
- 逆ヤリサーの姫がやりたくなったらいつでもNS(ノースキン)乱交セックス出来るヤリ部屋作っちゃった 深田結梨（6月19日、J-MODEL）
- AV女優のホントのSEX見せて下さい 深田結梨（9月12日、マッチングTV）

### イメージDVD

#### 「浅田結梨」名義
- 全裸 秋葉原の現役メイドさんでTVタレントの浅田結梨（2016年3月25日、エニバディ）
- IDOL NUDE 十代のイケナイハダカ（2016年8月23日、Precious Beauty）
- 浅田結梨はオレのカノジョ。（2017年2月25日、GARDEN）

#### 「深田結梨」名義
- Yuuri Deep Impact（2018年11月22日、Rebecca）

## 書籍・出版物

### デジタル写真集
「浅田結梨」名義
- ギリギリ★あいどる倶楽部 浅田結梨 デジタル写真集 「イケナイハダカ」（2017年4月2日、ラビリンス）
- LOVEPOP デラックス 浅田結梨 001（2018年7月6日、PAD）
- LOVEPOP デラックス 浅田結梨 002（2018年7月27日、PAD）

「深田結梨」名義
- Yuuri Deep Impact（2020年3月27日、REbecca）
- LOVEPOP デラックス 深田結梨 001（2020年9月11日、PAD）
- LOVEPOP デラックス 深田結梨 002（2020年10月9日、PAD）
- 【個人撮影】深田結梨（2020年10月23日、hgg）
- 深田結梨、貸します。（2022年5月7日、若生出版）

### 雑誌
「浅田結梨」名義
- 月刊DMM 2016年1月号（ジーオーティー）- インタビュー
- こんな激カワ素人としてみたい。 49（三和出版）- 表紙
- 月刊DMM 2016年11月号（ジーオーティー）- インタビュー

「深田結梨」名義
- 月刊FANZA 2019年4月号（ジーオーティー）- インタビュー
- 月刊FANZA 2021年8月号（ジーオーティー）- インタビュー

## 出演

### テレビ番組
- ビ〜チ9（2015年11月、テレビ埼玉） - 栗林里莉とマンスリーゲスト出演
- 伊集院光のてれび（2015年10月 - 、TwellV）
- 男のザップ 生イキ! ジャンポケクルーズ #3（2016年4月28日、BSスカパー!）
- 新みっひーランド「みひなな食堂」 #2（2016年6月 、エンタ!959）
- NONFIX「脱ぐオンナたち　アイドルになる」（2016年12月16日、フジテレビ）他出演：尾上若葉、澁谷果歩[25]
- みひなな食堂1（2017年、つくばテレビ）
- 酔うとおま●こを見せがちなAV女優たちが生出演！泥酔エロエロ酒場にいらっしゃい！（2019年6月6日、パラダイステレビ）[26]
- そこにあるBU.KI.MI（2019年9月15日、テレビ埼玉）

### ウェブ番組
- トイズハートプレゼンツ「ハートの部屋」 #12（2017年8月23日、ニコニコ生放送）[27]
- 番組制作権争奪リアリティーショー クリエイターズファンディング「アダルトチルド」（2019年4月、AbemaTV） - ユリ 役[28]
- 志村&鶴瓶のあぶない交遊録 大最終回スペシャル（2021年1月2日、ABEMA） - ミニスカポリス 役 ※テレビ朝日でもダイジェスト放送

### 映画
- ビジランテ（2017年12月9日公開） - デリヘル嬢 役
- ギャングース（2018年、キノフィルムス）[29]
- アダルトチルド（2019年11月29日、信太優人監督） - ユリ 役[30]

#### 成人映画
- 萌え盛るアイドル エクスタシーで犯れ!（2016年6月17日公開、オーピー映画） - 主演・熱音郁 役

### 舞台
- 蜘蛛の巣（2023年7月6日 - 10日、両国Air studio）
- シン・Pink!（2023年11月30日 - 12月10日、東京・A-Garage）
- 雪中の狩人（2024年1月25日 - 29日、東京・Air Studio）